# Crvenoprsi tinamu
Crvenoprsi tinamu (lat. Nothoprocta curvirostris) je vrsta ptice iz roda Nothoprocta iz reda tinamuovki. Živi u pašnjačkim i grmovitim staništima na visokoj nadmorskoj visini u Andama Južne Amerike.

## Opis
Prosječno je dug oko 26-29.5 centimetara. Gornji dijelovi su tamno-smeđe boje, s crnkastim i bjelkastim prugama. Prsa su riđa, s bijelim pjegicama. Kukma je crna. Noge su smeđe boje. Ženka je malo veća i tamnija od mužjaka.
Hrani se plodovima s tla ili niskih grmova. Također se hrani i malom količinom manjih beskralježnjaka i biljnih dijelova. Mužjak inkubira jaja koja mogu biti od čak četiri različite ženke. Inkubacija obično traje 2-3 tjedna.

## Taksonomija
Crvenoprsi tinamu ima dvije podvrste. To su:
- N. curvirostris curvirostris, nominativna podvrsta, živi u Andama središnjeg i južnog Ekvador i sjevernog Perua.
- N. curvirostris peruviana živi u Andama sjevernog i središnjeg Perua.

## Vanjske poveznice
|  | Zajednički poslužitelj ima još gradiva o temi Nothoprocta curvirostris |
|  | Wikivrste imaju podatke o taksonu Nothoprocta curvirostris             |